# Didine
Ne doit pas être confondu avec Didi.
Pour plus de détails, voir Fiche technique et Distribution.
Didine est un  film français réalisé par Vincent Dietschy en 2006, sorti le 23 janvier 2008.

## Synopsis
Alexandrine (Géraldine Pailhas), 35 ans, que tout le monde surnomme Didine, se laisse tranquillement porter par le courant, contrairement à sa meilleure amie Muriel (Julie Ferrier). C'est ainsi qu'elle franchit un jour le seuil d'une association d'aide aux personnes âgées où, au contact d'une adolescente extravertie (Élodie Bollée), d'un homme séduisant (Christopher Thompson) et d'une vieille dame sans pitié (Édith Scob), elle va s'emparer de son existence et rencontrer l'amour.

## Fiche technique
- Titre : Didine
- Réalisation : Vincent Dietschy
- Scénario : Anne Le Ny
- Musiques additionnelles, entre autres :
  - L'Horrible rendez-vous et Le Fil par Alain Souchon
  - Pour un flirt par Michel Delpech
- Photographie : Marc Tévanian
- Son : Jérôme Aghion
- Décors : Catherine Cosme
- Costumes : Valérie Denieul et Laurence Tallon
- Maquillages : Laurence Grosjean
- Montage : Tatjana Jankovic et Vincent Dietschy
- Pays de production :  France
- Directeur de production : Pierre Geismars
- Producteur délégué : Bruno Berthemy
- Sociétés de production : Les Films du Veyrier (France), Rhône-Alpes Cinéma (France)
- Société de distribution : Pyramide Distribution
- Format : couleur — 1.66:1 — Son Dolby SRD — 35 mm
- Genre : comédie romantique
- Durée : 103 minutes
- Date de sortie : France : 23 janvier 2008

## Distribution
- Géraldine Pailhas : Alexandrine Langlois / Didine
- Christopher Thompson : Nicolas
- Julie Ferrier : Muriel
- Benjamin Biolay : François
- Édith Scob : Madame Mirepoix
- Élodie Bollée : Sabrina
- Dominique Valadié : Madame Saintonge
- Isabelle Sadoyan : Roberte
- Dany Benedito : Virginie
- Pio Marmaï : Jérémie
- Sébastien Erome : un amant